# 1834 na arte

## Nascimentos
| Data        | Nome                       | Profissão                                                                  | Nacionalidade | Observações | Ref |
| ----------- | -------------------------- | -------------------------------------------------------------------------- | ------------- | ----------- | --- |
| 24 de março | William Morris             | pintor, escritor e um dos fundadores do movimento socialista na Inglaterra | Reino Unido   | m. 1896     |     |
| 19 de julho | Edgar Degas                | pintor, gravurista, escultor e fotógrafo                                   | França        | m. 1917     |     |
| 2 de agosto | Frédéric Auguste Bartholdi | escultor                                                                   | França        | m. 1904     |     |

## Mortes
| Data          | Nome                   | Profissão                                                                | Nacionalidade | Observações | Ref |
| ------------- | ---------------------- | ------------------------------------------------------------------------ | ------------- | ----------- | --- |
| 31 de outubro | Henrique José da Silva | pintor e primeiro director da Academia Imperial de Belas Artes do Brasil | Portugal      | n. 1772     |     |